# شیطان (کلی)

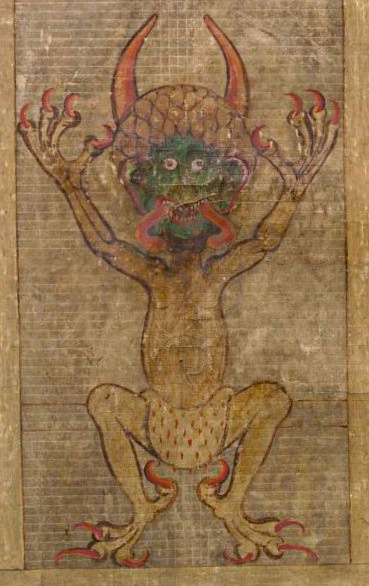
شیطان در قانون نامهٔ گیگاس

شیطان (در معنی کلی آن و نه در معنی خاص شیطان در دین‌های ابراهیمی) یک باورِ پذیرفته شده در بسیاری از ادیان، اسطوره‌ها و فرهنگ‌ها و یک نهادِ فراطبیعی است که تجسم شر و دشمن خدا و انسان است.چیستی و ماهیت این نقش تا اندازه بسیاری متفاوت و دگرگون است.از حد و اندازه نیروی ضد پروردگار آفریننده بودن و تا یک کش مکش هزاران ساله برای روح انسان در شرایطی که حتی به نظر می‌رسد یک دوگانگی دارد تا بودن به یک شکلی خنده‌دار و سرگرم‌کننده یا بودن به یک شکل انتزاعی و چکیده از موقعیت فردی انسان.